# مارك لوبيز (لاعب تايكوندو)
مارك لوبيز (بالإنجليزية: Mark López)‏ هو لاعب تايكوندو أمريكي، ولد في 25 أبريل 1982 في هيوستن في الولايات المتحدة.

## وصلات خارجية
- مارك لوبيز على موقع TaekwondoData.com (الإنجليزية)
- مارك لوبيز على موقع أوليمبيديا (الإنجليزية)